# Soo bahk do
Soo Bahk Do è un'arte marziale fondata ed insegnata da Kwan Jang Nim Hwang Kee e dal suo successore Hwang Hyun Chul, conosciuto come H.C. Hwang e dagli istruttori che sono certificati dai membri dell'organizzazione World Moo Duk Kwan, Inc.